# San Antonio del Monte
San Antonio del Monte è un comune del dipartimento di Sonsonate, in El Salvador.